# Longwood (Flórida)
Longwood é uma cidade localizada no estado estadunidense da Flórida, no condado de Seminole. Foi incorporada em 1875.

## Geografia
De acordo com o United States Census Bureau, a cidade tem uma área de 15 km², onde 14,1 km² estão cobertos por terra e 0,9 km² por água.

### Localidades na vizinhança
O diagrama seguinte representa as localidades num raio de 8 km ao redor de Longwood.

## Demografia
Segundo o censo nacional de 2010, a sua população é de 13 657 habitantes e sua densidade populacional é de 967,5 hab/km². É a localidade menos populosa do condado de Seminole e a que, em 10 anos, teve a maior redução populacional do condado. Possui 5 680 residências, que resulta em uma densidade de 402,4 residências/km².